# L'Isle-d'Abeau
L'Isle-d'Abeau es una comuna y población de Francia, en la región de Ródano-Alpes, departamento de Isère, en el Distrito de La Tour-du-Pin y Cantón de L'Isle-d'Abeau.

## Demografía
| 627 | 673 | 625 | 747 | 1 018 | 994 | 1 110 | 1 025 | 1 014 | 1 020 | 988 | 962 | 950 | 938 | 965 | 961 | 827 | 756 | 701 | 697 | 622 | 722 | 694 | 664 | 586 | 662 | 684 | 725 | 897 | 1 290 | 5 554 | 12 034 | 15 329 |
| Para los censos de 1962 a 1999 la población legal corresponde a la población sin duplicidades (Fuente: INSEE [Consultar]) |     |     |     |       |     |       |       |       |       |     |     |     |     |     |     |     |     |     |     |     |     |     |     |     |     |     |     |     |       |       |        |        |